# 시토회

시토회의 문장

시토회(Ordre cistercien, Ordo Cisterciensis)는 가톨릭교회의 봉쇄 수도회 가운데 하나이다. 시토 수도회의 수도자들은 하얀색 수도복 위에 검은색 스카풀라레를 걸치는데, 이 때문에 이따금씩 ‘백의(白衣) 수도자들’이라고도 일컬어졌다. 시토회 생활의 역점은 수작업과 자급자족이며, 많은 시토회 소속 수도원들은 전통적으로 농업이나 맥주 제조 등의 활동을 통해 자체적으로 경제를 부양하고 있다.
시토회라는 수도회 명칭은 프랑스 중동부 디종 인근의 마을 시토에서 유래한 것이다. 몰레즘 수도원 출신의 베네딕토회 수사 무리가 성 베네딕토 규칙을 보다 엄격하게 따르기 위한 목적으로 1098년 시토에 대수도원을 건립하였다. 이들 초창기 멤버 가운데 가장 잘 알려진 수사들은 로베르 드 몰렘(St. Robert de Molesme), 알베릭 드 시토, 잉글랜드에서 온 스티븐 하딩이었는데, 모두 초창기 시토 대수도원의 아빠스를 지냈다. 베르나르 드 클레르보는 30명의 동료들과 함께 1110년대 초기에 시토 대수도원에 입회하였으며, 시토 수도회를 급속하게 확장시키는데 큰 공헌을 하였다. 12세기 말엽까지 시토회는 프랑스에서 뻗어나가 잉글랜드, 웨일스, 스코틀랜드, 아일랜드, 스페인, 포르투갈, 이탈리아, 동유럽 등지로 진출하였다.
1983년 교황청 연감을 인용하면 아래와 같다.
1098년 프랑스 부르군드지방 시토(Citeaux)에서 성 로베르 드 몰렘가 설립한 수도원에서 시작된 수도회. 회의 이름은 모원의 지명에서 비롯되었다. 성 베르나르 드 클레르보의 기여로 크게 발전하였으며, 곧 서부유럽으로 확산되어 13세기 중엽에는 680여 개의 소속대수도원들이 있었다. 은수적인 수도회의 생활양식으로 교회, 제구, 제의 등이 매우 소박하며 성 베네딕토의 회칙을 기초로 한 규범을 준수하여 단식, 침묵, 단순노동 등이 매우 엄격하게 준수되었다. 1119년 교황 갈리스도 2세에 의해 인가된 ‘사랑의 헌장’(Charta Caritatis)이 회헌이 되었으며 이런 시토의 규정들은 다른 중세수도원들, 특히 의전수도회에 큰 영향을 미쳤다. 17세기에 시토회에 각 국가단위의 구심점들이 형성되자 시토에 있는 수도원은 국외 시토회에 대한 통제력을 상실하였다. 그러나 초기의 엄격한 회칙을 문자 그대로 해석하려는 운동이 시작되어 이것은 라 트라프(La Trappe)의 수사들에 의해 실현되었다. 1902년 교황 레오 13세 때 트라피스트회는 시토회에서 ‘엄률 시토회’로 분리하여 독립하였고, 이전의 시토회는 ‘성 시토회’로 존속하였다. 1898년 시토 대수도원이 복구되었을 때 엄률을 채택하였으며 로마에 거주하는 시토의 아빠스는 엄률시토회의 총장이 되었다. 현재 11개 수족에 1,318명의 회원이 있다(1983년 교황청연감).